# Boosie Badazz
Boosie Badazz o Lil' Boosie, pseudonimo di Torrence Hatch (Baton Rouge, 14 novembre 1982), è un rapper, cantante, attore e produttore discografico statunitense.
Hatch ha iniziato a rappare negli anni '90 come membro del collettivo hip hop Concentration Camp, perseguendo infine una carriera da solista nel 2000 con l'uscita del suo album di debutto Youngest of da Camp. Dopo aver lasciato l'etichetta l'anno successivo, ha firmato con Trill Entertainment e ha rilasciato il suo secondo album in studio, For My Thugz. Hatch ha continuato a pubblicare sette album in studio da solista, oltre a sei album collaborativi e numerosi mixtape.
Nel 2009, Hatch è stato condannato a 4 anni di carcere per accuse di droga e armi. Nel 2010, è stato incriminato per accuse di omicidio di primo grado ed è stato anche condannato a 10 anni con l'accusa multipla di possesso di droga con l'intento di distribuzione. Dopo aver scontato 5 anni di carcere, Hatch è stato rilasciato all'inizio del 5 marzo 2014.

## Biografia
Boosie è nato a Baton Rouge, Louisiana, figlio di Connie e Raymond Hatch. Da bambino, si è interessato sia alla poesia che al basket, eccellendo in quest'ultima e vincendo il giocatore più perfezionato nella sua scuola superiore nel 1997. A 14 anni vede suo padre morire sotto un colpo di arma da fuoco. È la sua famiglia a dargli il soprannome di Boosie.

## Carriera
Debutta nel quinto album del rapper suo amico C-Loc dal titolo It's A Gamble e pubblica presto il lavoro solista Youngest Of The Camp. Boosie entra poi a far parte della Trill Entertainment, nella quale milita Pimp C degli UGK. Il primo album a uscire è For My Thugz. Nell estate del 2003, Lil Boosie collabora con il rapper Webbie, sempre scritturato nella Trill, ai due album Ghetto Story e Gangsta Muzik.
Il 28 ottobre 2006 esce Bad Azz primo album ufficiale, che include il singolo Zoom, realizzato con Yung Joc. Solo poco dopo l'uscita dell'album Boosie scopre di essere diabetico in seguito ad alcuni esami. Nello stesso anno, Boosie collabora con il rapper di New Orleans Lil' Romeo al brano Country And Gutta, contenuto nell album God's Gift.
Il più recente lavoro dell artista è Trill Entertainment Presents: Survival On The Fittest, album di gruppo pubblicato sempre dalla Trill Entertainment e al quale collaborano Webbie e Foxx. Il primo singolo e Wipe Me Down.
Lil' Boosie ha recentemente partecipato al remix del singolo di Hurricane Chris A Bay Bay, insieme ad artisti quali The Game, E-40 e Jadakiss. Nel settembre del 2016, Lil' Boosie ha collaborato con Soulja Boy nel singolo Same Dream, Different Hustle.
Il 15 dicembre 2017 pubblicò il suo settimo album in studio BooPac.
Il 22 novembre 2018 ha rilasciato Boosie Blues Cafe e il 29 marzo 2019 ha rilasciato Badazz 3.5.

## Bad Azz Music Syndicate
Bad Azz Music Syndicate è un'etichetta discografica fondata da Boosie Badazz e Taquari "TQ" Hatch. Durante l'incarcerazione, TQ ha suggerito il rebranding di Bad Azz Entertainment a causa dei molti artisti e collaboratori non validi che hanno iniziato a ripetere "Bad Azz Ent" all'insaputa di Boosie. TQ riteneva che sarebbe stato necessario ristabilire il marchio come una compagnia musicale che sarebbe stata in grado di firmare in futuro artisti più diversi e persino internazionali.

## Questioni legali
Il 22 ottobre 2008, Boosie fu arrestato dopo che i deputati dello sceriffo di Baton Rouge trovarono della marijuana e una pistola nell'auto di Boosie. Boosie si è dichiarato colpevole per il possesso di marijuana il 22 settembre 2009 ed è stato condannato a 2 anni di prigione il giorno successivo. Il giudice James Moore ha raddoppiato la sentenza il 10 novembre dopo aver scoperto che Boosie aveva violato la libertà vigilata in attesa della condanna. Tra la sua richiesta e la condanna, Boosie è stato monitorato elettronicamente e posto agli arresti domiciliari.
Il 17 giugno 2010, Boosie è stato incriminato per omicidio di primo grado di Terry Boyd. Ha anche dovuto affrontare accuse per tre conteggi di possesso con l'intenzione di distribuire narcotici (Allegato II: codeina e cocaina; Allegato I: marijuana), tre conteggi di "cospirazione con l'intento di distribuire narcotici", e due conteggi di "cospirazione per introdurre il contrabbando in un istituto penale". Ha dichiarato di essere innocente di queste accuse. Se condannato, Boosie avrebbe potuto affrontare la pena di morte. I pubblici ministeri hanno anche dichiarato di ritenere che il rapper potesse essere stato coinvolto in almeno altri cinque omicidi. Il 28 giugno Boosie ha presentato un appello non colpevole in un'aula del tribunale della Louisiana. Mentre la difesa di Boosie ha affrontato il fatto che il rapper ha diversi casi in corso.
Il 29 novembre 2011, Boosie è stato condannato a 8 anni di carcere dopo essersi dichiarato colpevole delle accuse di droga. L'11 maggio 2012, una giuria ha ritenuto Boosie non colpevole di omicidio di primo grado.
Il 7 dicembre 2012, i suoi avvocati sono stati in grado di sostenere che l'accusa di droga era stata istituita: l'informatore si offrì di fornire dello sciroppo di codeina per Boosie, un ammesso tossicodipendente, in cambio del suo aiuto. È stato rilasciato il 5 marzo 2014. È rimasto in libertà vigilata fino al 2018.

## Vita privata
Boosie è cresciuto in alloggi a basso reddito nel South Baton Rouge. Suo padre ha combattuto contro la tossicodipendenza fino alla sua morte nel 1996.
Sua madre è un'insegnante di scuola in pensione. Ha 8 figli. Poco dopo il rilascio di Bad Azz, Boosie annunciò di avere il diabete. Il 9 marzo 2013 è stato annunciato che Boosie aveva ottenuto il suo certificato GED mentre era in carcere.
Il 25 novembre 2015, Boosie ha annunciato sui social media che gli è stato diagnosticato un cancro ai reni. Ha avuto un intervento chirurgico di successo per rimuovere il cancro.

## Discografia

### Album in studio

#### Solisti
- 2000 – Youngest Of Da Camp
- 2002 – For My Thugz
- 2006 – Bad Azz
- 2009 – Superbad: The Return of Boosie Bad Azz
- 2010 – Incarcerated
- 2015 – Touch Down 2 Cause Hell
- 2017 – BooPac
- 2019 – Badazz 3.5
- 2019 – Goat Talk
- 2020 – In House
- 2021 – Goat Talk 3
- 2022 – Heartfelt
- 2023 – Lines For Valentines

#### In collaborazione
- 2003 – Ghetto Stories (con Webbie)
- 2005 – Gangsta Musik (con Webbie)
- 2007 – Trill Entertainment Presents: Survival of the Fittest (con Trill Entertainment)
- 2010 – Trill Entertainment Presents: All or Nothing (con Trill Entertainment)
- 2016 – Penitentiary Chances (con C-Murder)
- 2016 – Trill Entertainment Presents: Trill Fam - Respect Is a Must (con Trill Entertainment)
- 2020 – Badazz MO3 (con MO3)

### Mixtape
- 2002 – Boosie 2002 (Advance)
- 2004 – Trill Azz Mixes Vol. 1 (con Webbie)
- 2004 – Both Sides of the Track (con S.C.C.)
- 2004 – Trill Azz Mixes Vol. 2 (con Lil Phat)
- 2005 – Bad Azz (Advance)
- 2005 – United We Stand, Divided We Fall (con Lava House)
- 2005 – Street Code (con Pat Lowrenzo)
- 2006 – The Bad Azz Mixtape
- 2006 – Streetz Iz Mine
- 2007 – Street Tapes Vol. 1 (con Lava House)
- 2007 – Bad Azz Mixtape, Vol. 2
- 2008 – Da Beginning
- 2008 – Untitled Mixtape (4th Of July)
- 2008 – The Return of Mr. Wipe Me Down
- 2009 – Category 7: Bad Azz Hurricane (con Hurricane Chris)
- 2009 – Street Kingz: The Mixtape Vol. 1 (con la Bad Azz Entertainment)
- 2009 – Thug Passion
- 2009 – The 25th Hour
- 2009 – Should've Been My Beatz
- 2009 – Lil Boosie Presents: Da Click (Street Kingz Mixtape Vol. 2) (con Da Click)
- 2009 – The Untouchables (con LoLa Monroe)
- 2010 – Gone Til December
- 2010 – Hit After Hit (con Quick)
- 2010 – 22504 (con B.G.)
- 2010 – Hit After Hit Vol. 2 (con Quick)
- 2011 – Hit After Hit Vol. 3 (con Quick)
- 2011 – My Brothers Keeper (con Money Bagz e Quick)
- 2011 – Under Investigation (con Ray Vicks)
- 2014 – Life After Deathrow
- 2015 – Every Ghetto, Every City Vol. 1 (con la Bad Azz Music Syndicate)
- 2015 – Thrilla, Vol. 1
- 2016 – In My Feelings. (Goin' Thru It)
- 2016 – Out My Feelings in My Past
- 2016 – Thug Talk
- 2016 – Bleek Mode (Thug in Peace Lil Bleek)
- 2016 – Happy Thanksgiving & Merry Christmas
- 2018 – Boonk Gang
- 2018 – Boosie Blues Cafe
- 2018 – Savage Holidays
- 2019 – Bad Azz Zay (con Zaytoven)
- 2019 – Talk Dat Shit
- 2020 – Goat Talk 2: Corona Edition
- 2021 – Back 2 BR
- 2021 – Mississippi

### Compilation
- 2008 – The Leak
- 2010 – Unbreakable
- 2013 – The Last Dayz B4 the Good Dayz

### EP
- 2015 – Three Peat

### Singoli
- 2006: Zoom (feat. Yung Joc)
- 2007: Wipe Me Down (feat. Foxx & Webbie)
- 2009: Better Believe It (feat. Webbie & Young Jeezy)
- 2010: Better Not Fight (feat. Lil Trill, Webbie & Foxx)